# Journal of Deaf Studies and Deaf Education
Das Journal of Deaf Studies and Deaf Education ist eine peer-reviewed begutachtete wissenschaftliche Zeitschrift, die sich mit Grundlagen- und angewandter Forschung im Zusammenhang mit gehörlosen Menschen beschäftigt, einschließlich Entwicklungs-, Kultur-, Bildungs- und Sprachthemen. Sie wird seit dem ersten Band und der ersten Ausgabe, die 1996 erschienen ist, vierteljährlich von Oxford University Press veröffentlicht. Die Zeitschrift publiziert originäre wissenschaftliche Forschungs-, Untersuchungs- und Literaturberichte, Metaanalysen, Kurzberichte von Familien und Praktikern, Buchbesprechungen und Gebärdenmedien.
Die Zeitschrift ist bestrebt, die Vielfalt in allen Bereichen des Veröffentlichungsprozesses zu erhöhen, indem sie Prozesse schafft, die historisch marginalisierte Perspektiven wertschätzen und in den Mittelpunkt stellen.

## Herausgeber
| Editor             | Years active |
| ------------------ | ------------ |
| Hannah Dostal      | 2022-heute   |
| Editor             | Years active |
| Susan Easterbrooks | 2016–2024    |
| Editor             | Years active |
| Marc Marschark     | 1996–2016    |

## Abstrahieren und Indizieren
Die Zeitschrift ist indiziert und enthält Abstracts in: CINAHL, Current Contents® /Social and Behavioral Sciences, Education Research Abstracts, E-psyche, Journal Citation Reports / Social Sciences Edition, Linguistics & Language Behavior Abstracts, MEDLINE mit Volltext, ProQuest 5000 International, ProQuest Central, ProQuest Health & Medical Complete, ProQuest Medical Library, ProQuest Nursing & Allied Health Source, ProQuest Pharma Collection, ProQuest Psychology Journals, ProQuest Wilson Databases, PsycINFO Database mit Volltext, Psychlit, Social Sciences Citation Index®, Social Scisearch®, Studies on Women and Gender Abstracts, The Standard Periodical Directory und Wilson OmniFile Full Text Mega Edition.